# 서김포통진 나들목
서김포통진 나들목(W.Gimpo-Tongjin IC)은 경기도 김포시 양촌읍 흥신리에 설치된 수도권제2순환고속도로의 5번 교차로이자 수도권제2순환고속도로 인천 ~ 김포 구간의 종점이다. 양촌읍, 통진읍 등지로 진출할 수 있으며, 2017년 3월 23일에 개통되었다. 건설 당시 가칭은 수참 나들목으로 불렸다.

## 연혁
- 2011년 12월 30일 : 나들목 신설을 위해 김포시 도시계획시설 교통광장에 양촌면 흥신리 일원을 수참 나들목으로 고시[1]
- 2014년 8월 13일 : 2017년 3월 22일까지 설계 변경을 위해 김포시 도시계획시설 교통광장 면적 변경[2]
- 2017년 3월 23일 : 수도권제2순환고속도로 인천 ~ 김포 구간 개통에 따라 서김포통진 나들목으로 영업 개시[3]
- 2019년 5월 20일 : 수도권제2순환고속도로 김포 ~ 파주 구간 건설에 따라 김포시 도시계획시설 교통광장 면적 변경[4]
- 2027년 12월 : 서김포통진 나들목 ~ 법원 나들목 구간 개통

## 구조물 정보
- 위치: 경기도 김포시 양촌읍 흥신리
- 영업소: 경기도 김포시 양촌읍 김포대로 1869

## 접속하는 도로
- 국도 제48호선 (김포대로)